# Mardai
 (septembre 2014).
Mardai est une ville minière d'extraction uranium, abandonnée au début des années 1990. Elle est située en Mongolie dans l’aïmag de Dornod.